# Quantum of Solace (videogioco)
Quantum of Solace (conosciuto anche come 007: Quantum of Solace) è un videogioco del tipo sparatutto in prima persona (sparatutto in terza persona nella versione per PlayStation 2) basato sui film aventi come protagonista James Bond, Casino Royale e Quantum of Solace, pubblicato il 31 ottobre 2008 in Europa ed il 4 novembre dello stesso anno in America settentrionale. Il videogioco è stato pubblicato per PlayStation 3, PlayStation 2, Xbox 360, Nintendo Wii, Nintendo DS e Microsoft Windows ed è stato sviluppato da diverse compagnie (Treyarch, Eurocom, Beenox, Vicarious Visions).
Quantum of Solace utilizza lo stesso motore grafico di Call of Duty 4: Modern Warfare.

## Caratteristiche
Il protagonista di Quantum of Solace è ispirato nel volto e nella voce all'attore Daniel Craig, interprete di James Bond nei film Casino Royale e Quantum of Solace. Gli eventi del videogame prendono spunto dalle vicende dei due film. Il gioco unisce elementi di azione in prima persona con un sistema di combattimento sotto copertura in terza persona.

## Doppiaggio
| Personaggio    | Doppiatore originale | Doppiatore italiano |
| -------------- | -------------------- | ------------------- |
| James Bond     | Daniel Craig         | Francesco Prando    |
| M              | Judi Dench           | Sonia Scotti        |
| Vesper Lynd    | Eva Green            | Eleonora De Angelis |
| Le Chiffre     | Mads Mikkelsen       | Loris Loddi         |
| Camille        | Olga Kurylenko       |                     |
| Dominic Greene | Mathieu Amalric      | Andrea Bolognini    |
| Mr. White      |                      | Marco Balbi         |